# Acrolepia autumnitella
Acrolepia autumnitella là một loài bướm đêm thuộc họ Acrolepiidae. Loài này có ở phần lớn các khu vực châu Âu. Sải cánh từ 11 tới 13 mm.
Ấu trùng có thể tìm thấy trên lá loài (Solanum dulcamara). Con nhộng ở trong kén tơ. Thường có hai lứa mỗi năm. Một lứa vào tháng 7 và một vào tháng 10.